# Готешти (Хунедоара)
Готешти (рум. Gotești) насеље је у Румунији у округу Хунедоара у општини Ракитова. Oпштина се налази на надморској висини од 782 m.

## Становништво
Према подацима из 2002. године у насељу је живело 3 становника.